# Dry Cell
Dry Cell foi uma banda de nu metal formada em 1998 na Califórnia, Estados Unidos, conhecida anteriormente como Impúr. A banda ficou bem conhecida por ter sua música "Body Crumbles" na trilha sonora do filme Rainha dos Condenados e no jogo Madden NFL 2003.

## História
Parte da banda formada em 1998 quando o guitarrista e o baterista Danny Hartwell Brandon Brown reuniram-se no mapa Ratt no Sunset Strip.Mais tarde, reuniu-se com o então vocalista Gruenbaum-Judd. O nome original da banda foi "Beyond Control".
Após a formação, a banda chamou a atenção da Warner Brothers ' Jeff Blue , um A & R Executivo responsável pela descoberta Linkin Park. Mais tarde, ele assinou com a banda a um contrato de desenvolvimento, e encontrou um novo vocalista para a banda de Jeff Gutt de Detroit.
Em uma entrevista com o site, o A & R em linha, Blue descrito Dry Cell (na época provisoriamente chamado de "Impúr") como: "eles são como Metallica reúne Incubus atende Linkin Park, mas mais pesado. n. DJing, sem bater, muito melódica e as crianças são simplesmente fenomenal músicos ".
O azul também vai dizer sobre a forma como ele descobriu a banda: "Um amigo meu me falou que o baterista tinha 11 anos na época e disse como ele era incrível. Acabei de ouvir uma demo que não foi muito bom, mas porque eu estava ao fundo da rua, de onde eles estavam tocando, subi e vi-os e foi realmente muito impressionado. Fiz um acordo de desenvolvimento e já vem trabalhando com eles por mais de um ano e meio. estou com eles seis horas, seis dias por semana. Tenho-os em uma sala de ensaios junto à Warner Brothers. " 

### O álbum Disconnected
Assinado COM a Warner Bros Records, a banda começou a trabalhar gravar seu primeiro álbum intitulado Disconnected. O álbum tem 12 faixas e foi devido a ser lançado em 16 de julho de 2002. Mais tarde, foi adiado para 27 agosto de 2002.
No final, um dos membros da banda pai entrou em uma acalorada discussão com o azul em relação ao tamanho do orçamento de promoção da banda, o resultado de meses de desentendimento nos bastidores. Dentro de 48 horas, o pai levou suas queixas a Warner, e dois dias depois, eles lançaram Dry Cell de seu contrato.
O único lugar que nunca foi desconectado vendidos (embora em quantidades limitadas), foi durante o Festival Locobazooka em 2002.Estes foram os Warner final pressionado cópias completas com obras de arte.Em ocasiões muito raras cópias são vendidas no eBay. No entanto, as cópias avançadas do álbum que vem em uma luva de papel capa e contêm ilustrações diferentes, podem ser encontrados com mais regularidade.
A banda sempre declarou não havia nenhuma possibilidade de lançar o álbum, mesmo que fossem para assinar um novo contrato de gravação .
Em 2008, foi anunciado que a banda estará lançando desconectado depois de setembro do mesmo ano.

### Depois da Warner Brothers
Após sua saída da Warner Music, Dry Cell continuou. Foi relatado que um acordo assinado com a Epic Records em 2003. Por razões desconhecidas, nada mais eventuated. No início de 2004, Dave Wasierski foi nomeado como novo vocalista da banda. Na época, foi noticiado que oito novas canções tinham sido concluídos. 
Em 2005, o vocalista Jeff Gutt ( também vocalita de "Band With no mane ou BWNN" de Detroit) re-entrou na banda, e eles gravaram quatro faixas demo. As duas músicas lançadas para o público foram intitulado "Nova Revolução" e "The Lie".No final de 2005, Danny Hartwell deixou a banda.O grupo se desfez em seguida. Após sua separação, outras duas faixas intitulado "Into Oblivion" e "Find a Way", foram disponibilizadas para download através do seu MySpace page.
O baterista Brandon Brown estava com uma banda de Los Angeles chamada "Katsumoto", que separou recentemente.Ironicamente Brandon Brown, Brian Yoo, e Johnny Hirth de "Katsumoto" juntaram-se um novo projecto conhecido como " Beneath the Vultures ", com Brian Smith, que tem sido uma parte importante no desenvolvimento de projetos colaborativos com Brandon e Johnny, como" Live Like mortos "e com a adição de bom amigo e local South Bay baterista Robert Broadstone" Beneath the Vultures "será em breve tocar em shows locais, bem como o planejamento para grandes turnês. Então, fiquem atentas!Brandon também está tocando bateria para outra banda da baía sul, chamado "Allura" mostra que está jogando com freqüência em torno de LA, bem como preparação para um novo recorde que será feito primeiras gravações.Brandon você também pode ouvir feat projetos de gravação.Brandon via myspace que incluem "Far From Flesh" e "ela e seus amigos" (que apresenta brandon na bateria e vocais, assim como Judd de célula seca nos vocais).
Em fevereiro de 2008, o baixista Judd Gruenbaum anotada no MySpace bandas que têm conseguido voltar juntos para o Partido guitarrista Danny Hartwell aniversário no The Roxy no Sunset Strip.Eles também estão gravando músicas novas de acordo com Judd.
Dry Cell recentemente atualizou sua página do MySpace e meio terminou com a gravação de um novo álbum, de acordo com Danny Hartwell nesta mensagem, "Cerca de metade do que é feito o resto é em breve isso tudo é bom deve haver alguns novos posts dele up online no futuro próximo mantê-lo real ... "
Desde o começo de 2010, não houve atualizações e notícias da banda. Em 2012, revelou-se que Jeff Gutt saiu da banda em 2009 e que a banda tinha acabado. Após a saída dele, Gutt competiu no The X Factor em 2012 e 2013 e em 2017 Gutt se tornou o vocalista do Stone Temple Pilots.

## Integrantes atuais
- Jeff Gutt - vocal
- Danny Hartwell – guitarra
- Judd Gruenbaum – baixo, vocal, backup
- Brandon Brown - bateria

### Ex-integrantes
- Dave Wasierski - vocal

## Discografia
- Disconnected (2002)
- Of Vegeance and Violence
- The Darker Side Of Nonsense